# 소헤이르 자키
소헤이르 자키(1945년 1월 4일 ~ , 아랍어: سهير زكي)는 이집트의 배우이자 무용가이다. 1960년대부터 1980년대 사이에 이집트에서 제작된 100편이 넘는 영화 작품에 출연했으며 벨리댄서로도 활동했다.

## 생애
소헤이르 자키는 1945년 1월 4일에 이집트 만수라에서 태어났으며 9세 시절에 부모와 함께 알렉산드리아로 이주했다. 어린 시절에는 자신의 아버지가 사망했고 어머니는 재혼했다. 그의 의붓아버지는 나중에 매니저로 활동하게 된다. 자키는 처음에 타헤이야 카리오카, 사미아 가말이 등장하는 영화를 보면서 춤을 배웠다고 한다.
소헤이르 자키는 알렉산드리아에서 결혼식 전문 무용가로 경력을 시작했다. 소헤이르 자키가 춤을 추는 모습을 본 이집트의 텔레비전 프로듀서였던 모하메드 살렘은 그에게 이집트의 텔레비전 방송국에서 프로그램 진행자를 맡기기로 결정했다. 하지만 소헤이르 자키는 무용가로서 더 많은 기술을 보여주었고 아드우아 엘마디나(Adwoua El-Madina, 아랍어로 "도시의 밤"이라는 뜻)와 같은 프로그램에 출연하면서 유명해지게 된다.
소헤이르 자키는 이집트에서 제작된 다수의 영화 작품에 출연했는데 대부분의 영화에서 단역을 맡았으며 주로 춤을 추는 역할에 집중했다. 소헤이르 자키는 인터뷰에서 나그와 푸아드가 당시 자신의 가장 큰 라이벌이었다고 밝혔다. 소헤이르 자키는 이집트의 나이트클럽, 특히 카이로의 나일 힐튼 호텔에서 자주 공연을 했다. 1964년에는 움 쿨숨의 노래인 《인타 옴리》(Inta Omri)에 맞춰 춤을 춘 최초의 벨리댄서가 되었다.
소헤이르 자키는 무용가로 활동하던 동안에 이집트의 가말 압델 나세르·안와르 사다트 대통령, 미국의 리처드 닉슨 대통령을 포함한 많은 정치인들을 위한 춤을 추었다. 소헤이르 자키는 이집트의 영화 촬영가인 모하메드 에마라와 결혼했고 1987년에는 아들인 하마다를 출산했다. 소헤이르 자키는 1992년에 은퇴했지만 나중에 카이로에 있는 카이로에 설립된 라키아 하산의 이집트 오리엔탈 댄스 아카데미에서 벨리댄스를 가르쳤다.